# Здание Облпотребсоюза (Новосибирск)
Здание Облпотребсоюза (также Сибкрайсоюз, Новосибирский союз потребительских обществ) — трёхэтажное здание П-образного вида в Центральном районе Новосибирска, построенное в 1926 году. Памятник архитектуры регионального значения. Расположено на углу Красного проспекта и улицы Орджоникидзе.

## История
В 1926 году архитектор Андрей Дмитриевич Крячков создаёт проект трехэтажного здания Облпотребсоюза. Строительными работами руководил инженер Кочнев. С 1926 года здесь размещался самый большой в Новосибирске магазин. В 1937 году был открыт детский отдел Союзунивермага, имелись детские диванчики и расположенный возле входа буфет со сладостями, стены магазина украшали картины. В конце 1950-х годов в здании открылся большой книжный магазин «Центральный дом книги», просуществовавший до 1997 года, в магазине был отдел иностранной литературы «Дружба».

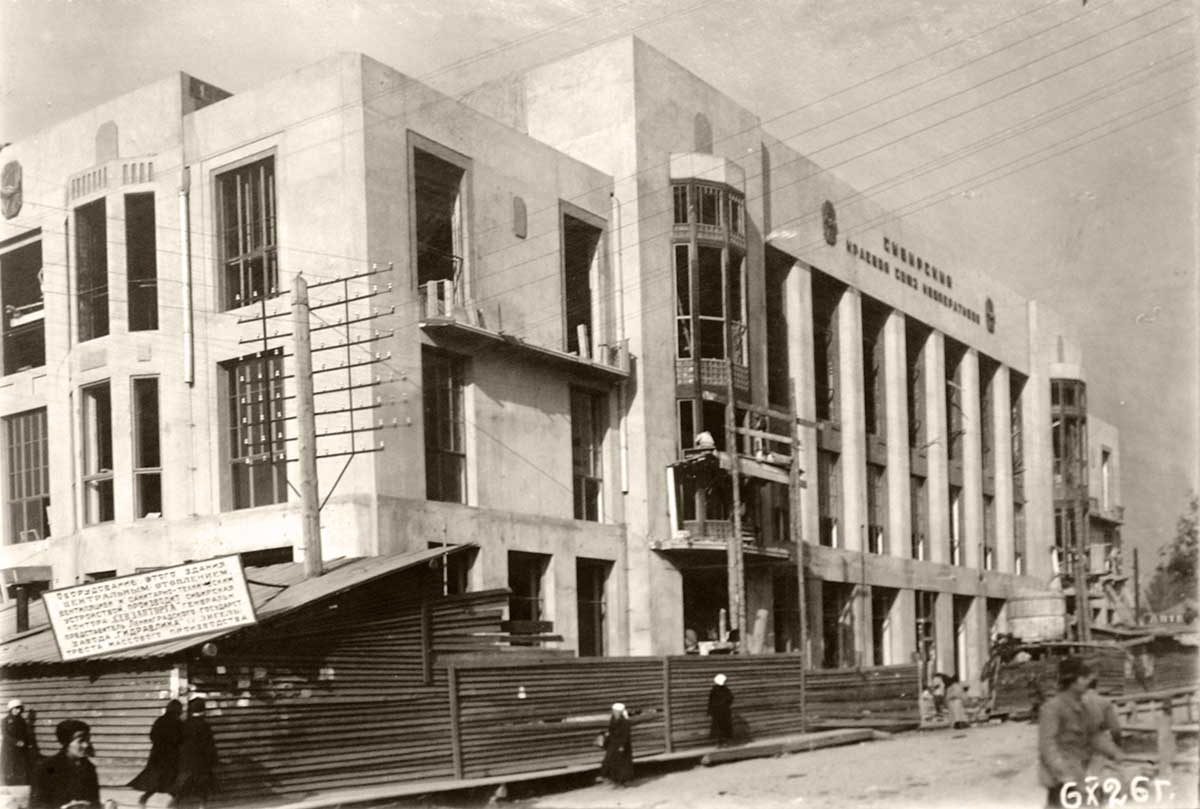
Строительство здания в 1926 году

## Пространственное расположение
Главный восточный фасад здания выходит на Красный проспект и находится напротив здания Госучреждений. Оба архитектурных объекта имеют равные по длине главные фасады, создавая между собой пространственную связь. Южный фасад формирует северный фронт площади Ленина, северная боковая сторона здания выходит на Трудовую улицу, торцевой частью примыкая к зданию по улице Орджоникидзе (так называемый «Болгарский дом»).

## Конструкция, внешний вид и внутреннее оформление

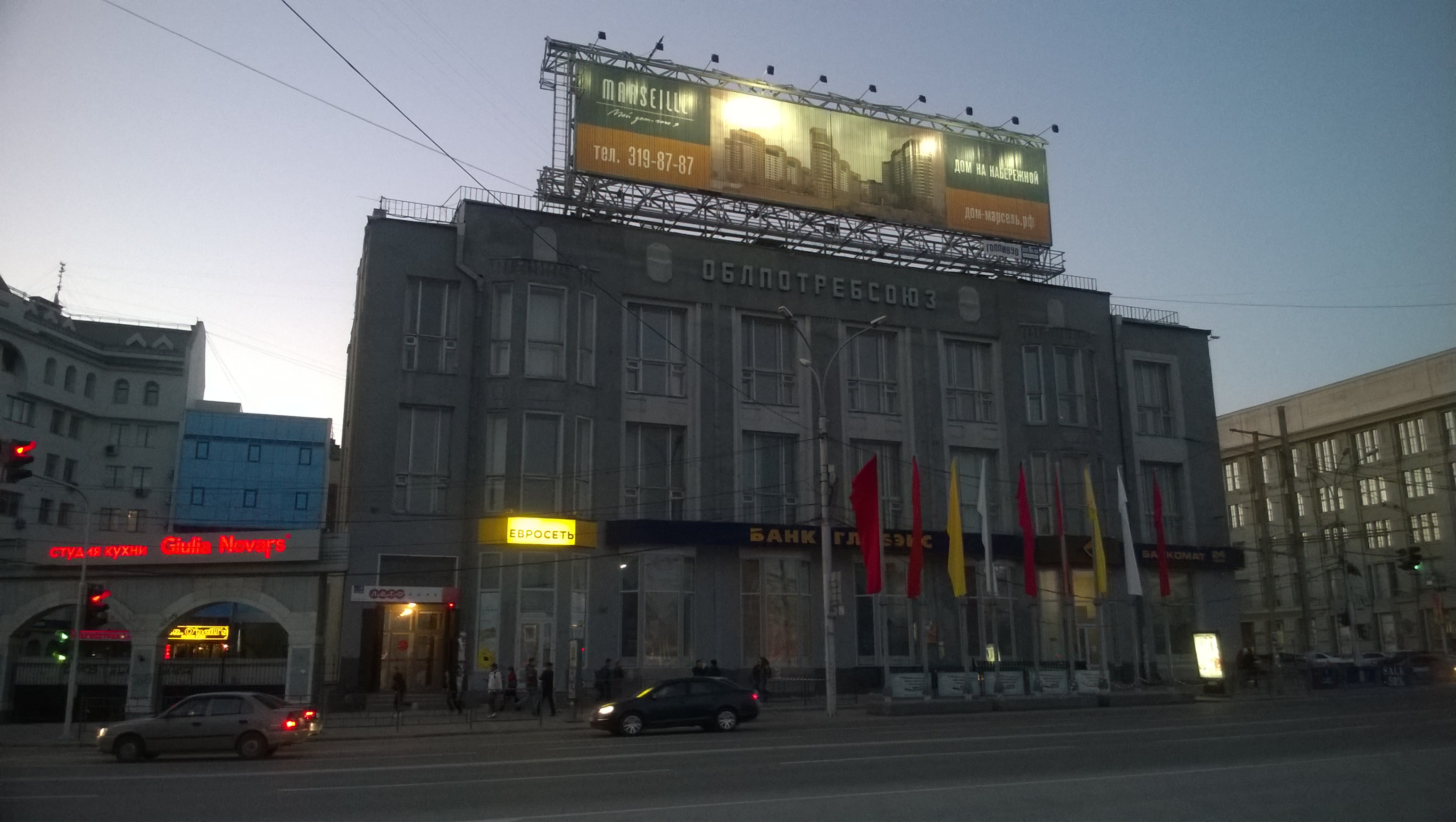

Основу здания составляет монолитный железобетонный  каркас. Ограждающие несущие стены — кирпичные и отштукатуренные под бучарду. Фасады здания симметричны. Главный фасад имеет ризалит и оканчивается высоким аттиком, в крайних частях ризалита находится пара двухэтажных эркеров на уровне второго и третьего этажей, под ними расположены входы. В трехэтажных эркерах южного и северного фасадов входы находятся в самих эркерах на первом этаже. Южный, восточный и северный фасады украшают скульптурные медальоны. На тротуарах возле здания были установлены два семиметровых обелиска с шарообразными фонарями, демонтированные в 1950-х годах. На первом этаже были расположены торговые залы и товарный музей, на втором и третьем этажах — жилые квартиры, кабинеты отделов Сибкрайсоюза и большой зал. В большом подвале здания также периодически находился торговый зал. Лестничные клетки выходили во входные вестибюли, разделяя здание на три части. Сделанные из метлахской плитки полы первого этажа по причине его использования в торговых целях были утрачены, также как были утрачены кессонированные потолки здания.

## Галерея

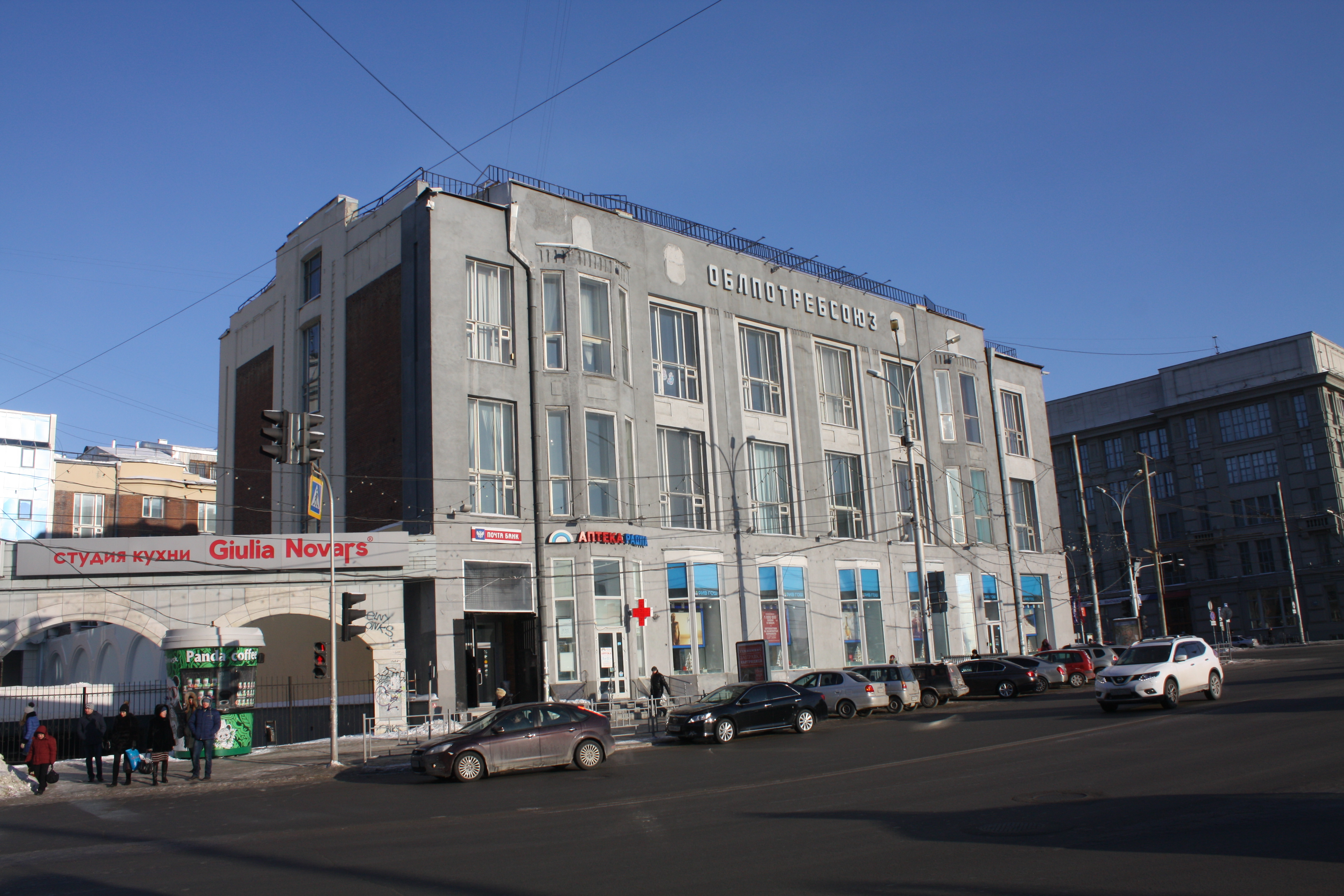
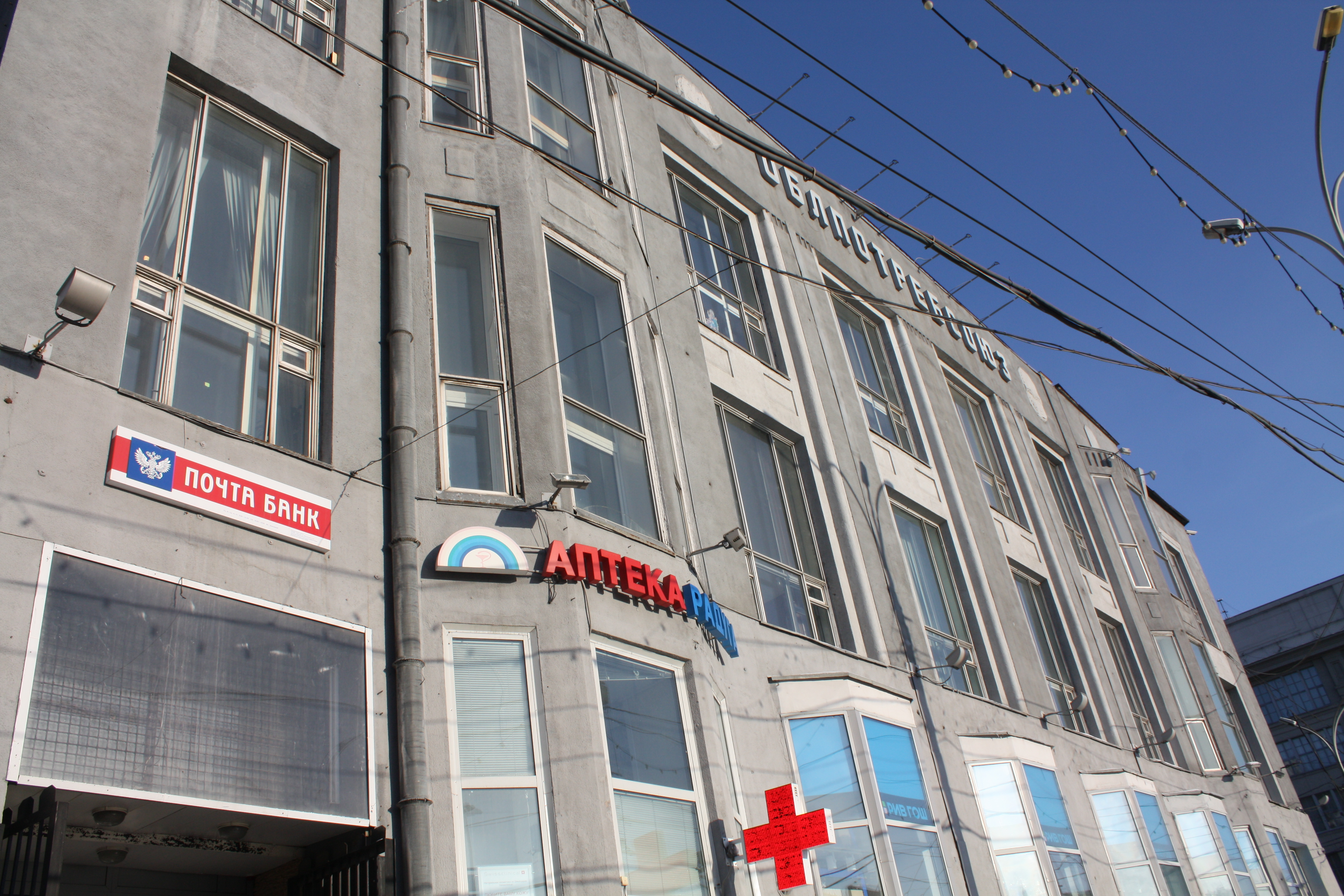
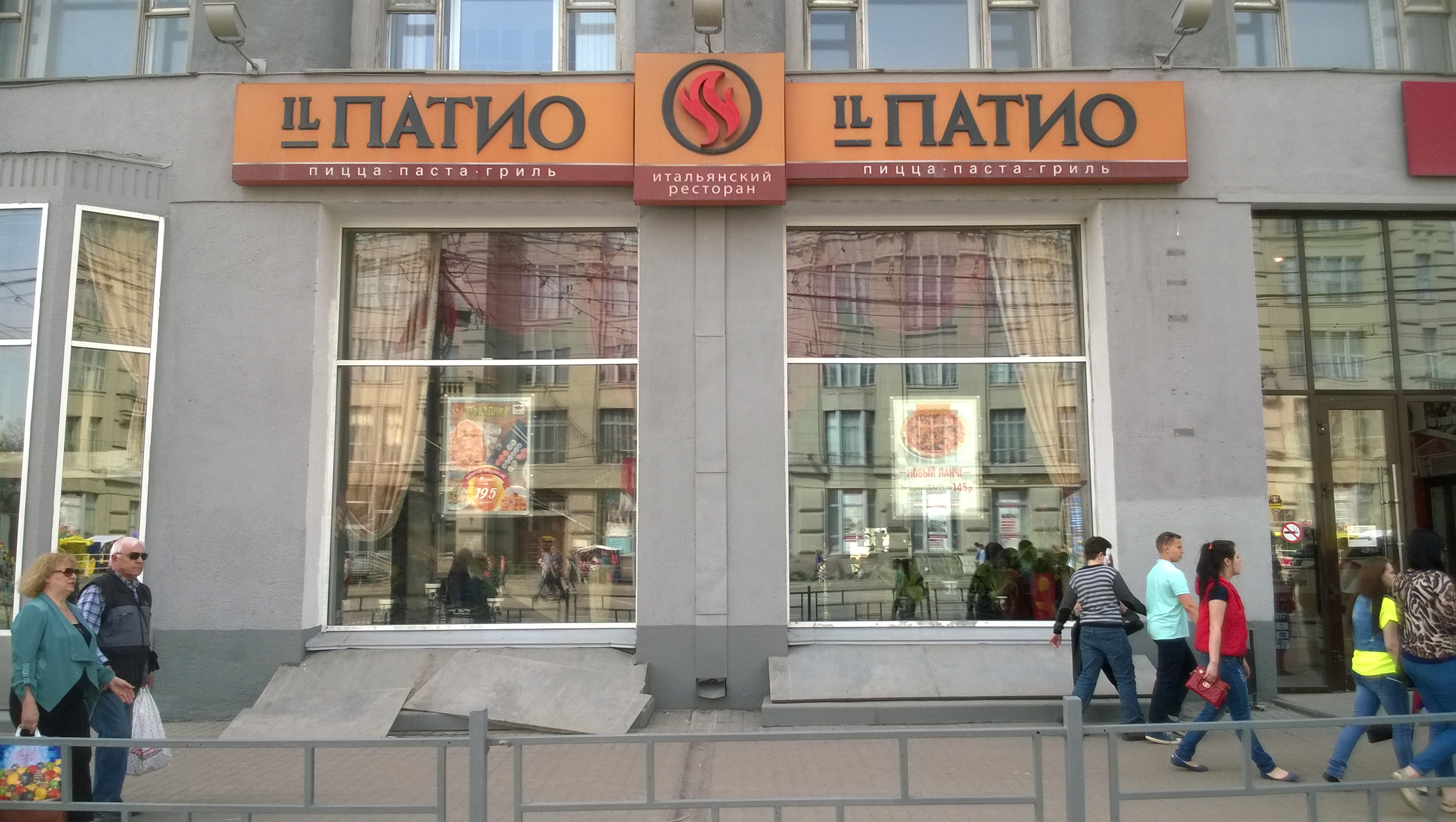
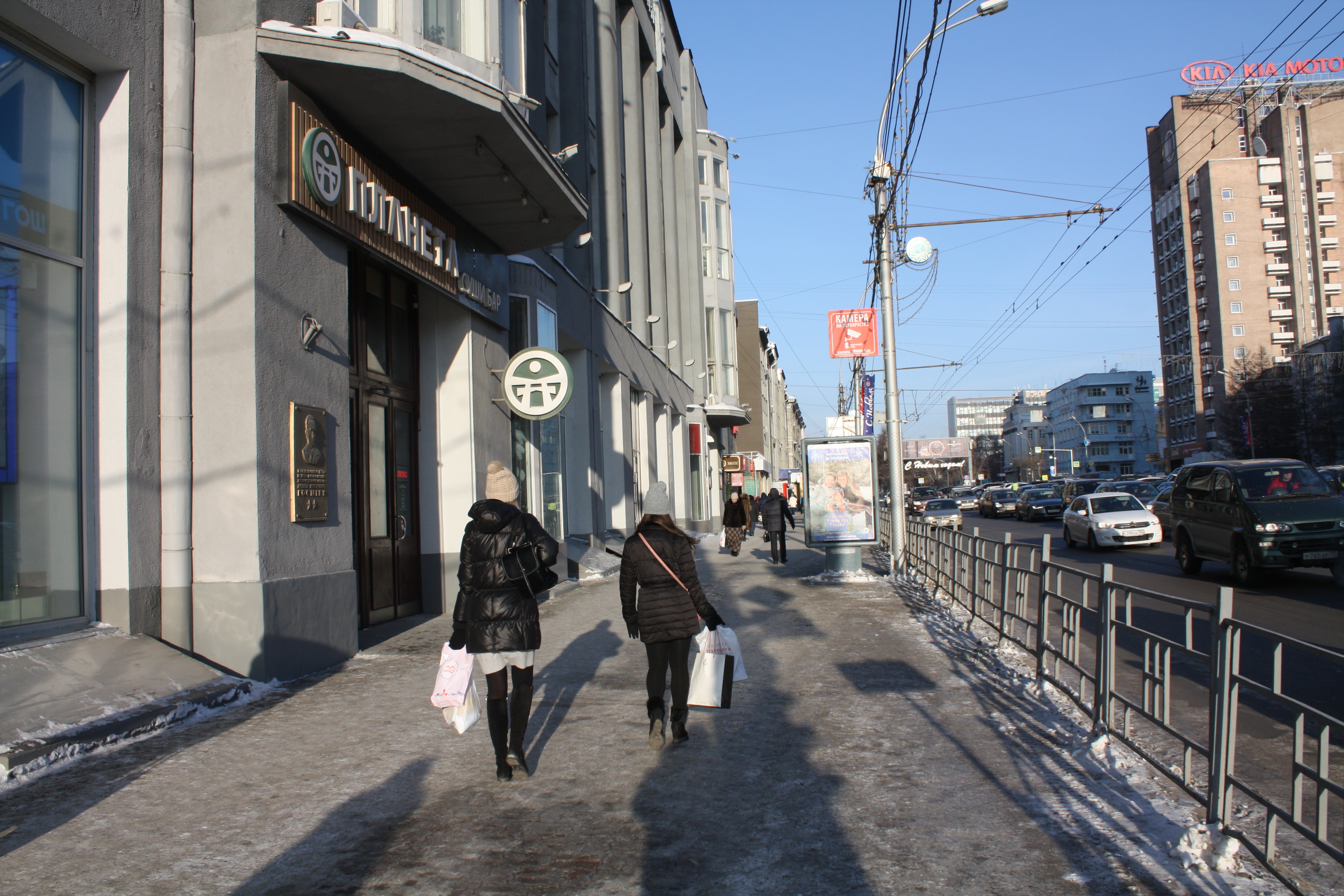

## Интересные факты
С 1928 по 1930 год здесь трудился известный советский государственный деятель Алексей Николаевич Косыгин. На стене здания установлена памятная табличка.